# Plagideicta leprosa
Plagideicta leprosa là một loài bướm đêm trong họ Noctuidae.